# Meiwa Jidōsha Kōgyō
Meiwa Jidōsha Kōgyō K.K. (jap. 明和自動車工業株式会社) war ein Hersteller von Kraftfahrzeugen aus Japan.

## Unternehmensgeschichte
Da nach dem Zweiten Weltkrieg die Besatzungsbehörden den Flugzeugbau verboten, wandte sich 1946 der Flugzeughersteller Kawanishi Kōkūki (in englischen Quellen Kawanishi Aircraft Company) dem Fahrzeugbau zu, deren erstes Model der Dreirad-Kleintransporter Akitsu war. 1949 wurde dieser Geschäftsbereich als eigenständiges Unternehmen Meiwa Jidōsha Kōgyō K.K. ausgegliedert. Eine englische Quelle nennt stattdessen Shin Meiwa Kogyo. Als Standort des Werks ist Nishinomiya  angegeben.
1956 erfolgte die Umfirmierung in Asahi Kōgyō K.K. (旭工業株式会社) als Tochterunternehmen von Daihatsu, in das es 1970 eingegliedert wurde.

## Fahrzeuge
Im Angebot standen Dreiräder mit vorderem Einzelrad. Ein vorne montierter Einzylinder-Viertaktmotor mit 744 cm³ Hubraum und 16 PS Leistung trieb die Fahrzeuge an. Zur Wahl standen offene und geschlossene Aufbauten mit Platz für bis zu sieben Personen, die zum Teil als Taxi eingesetzt wurden.